# Kaznjenci
Kaznjenci (COBISS) je drama Petra Božiča, ki jo je napisal leta 1962.

## Osebe
- Trije kaznjenci
- Stražnik sprevodnik
- Plesalka stripteasa
- Pijanec
- Slepa potnica
- Privid
- Rablji

## Vsebina
Na vlaku se vozijo trije Kaznjenci; vsi so zaradi prividov, ki so jih mučili, poklicali Stražnika, ta jih je vklenil, pripeljal na ta vlak in jih bo varoval, dokler na končni postaji ne izstopijo in bodo ustreljeni. Za udobje in prijetno vožnjo je poskrbljeno, sprevodnik jim prižiga cigarete, jim nosi pijačo, jih pita, če jih zanima razgled, lahko uporabijo daljnogled, na voljo je tudi Plesalka stripteasa. Poleg njih je v vagonu le še Slepa potnica (smrt), ki je v začetku nihče ne vidi, polagoma pa jo slišijo in vidijo vsi. Iz sosednjega vagona stopi Pijanec in se vrne na vlak v napačen vagon, tj. v tega, kjer se vozijo Kaznjenci. S Pijancem, ki se trezni, vdre na vlak bolečina, vračajo se prividi, rojeva se zmeda. Vlak iztiri zaradi razdrte proge, vsi izstopijo in jo popravijo, a skozi odprta vrata vdre še več muk. Kaznjenci zahtevajo od Stražnika, da privide, ki jim ne dajo miru, postreli; obljubljena jim je bila prijetna vožnja, to zdaj pa je goljufija, grozijo, da bodo o tem obvestili strojevodjo. Pijanec prizna, da je on razdrl progo, in se želi odkupiti s kaznijo, kajti kazen vsaj nekaj je. Izvršil naj bi jo Stražnik, ta pa ne more nič storiti, ker se ga nihče ne boji. Sprevodnik, ki je bil odšel po kosilo, se vrne z vestjo, da je strojevodjo zadela kap in da zdaj vlak drvi brez nadzora. Kaznjenci se veselijo, kajti, če se bo vlak kam zaletel, bodo morda ušli smrti, ki jih sicer zanesljivo čaka na končni postaji. Drugi potniki skušajo vlak ustaviti, vse pograbi panika, Stražnik začne razbijati stvari in jih metati skozi okno, obe skupini se spoprimeta in se drenjata okrog zavore. V splošnem metežu se vlak ustavi, Kaznjenci in Slepa potnica izstopijo. Stražnik ugotovi, da ni smiselno ljudi reševati pred prividi, Sprevodnik doda, da tudi za njihovo udobje najbrž ni smiselno skrbeti, Pijanec pa zaključi, da zdaj SO … Razležejo se trije diskretni streli. Plesalka sprašuje, kdo je vendar streljal, ko pa je Stražnik tukaj?